# Jakub Piotrowski
Jakub Piotrowski (Toruń, 4 ottobre 1997) è un calciatore polacco, centrocampista dell'Udinese e della nazionale polacca.

## Caratteristiche tecniche
Di ruolo centrocampista, è forte fisicamente, resistente e dispone di buona qualità e senso del gol.

## Carriera

### Club
Ha esordito l'8 novembre 2015 con la maglia del Pogoń Stettino in occasione del match di campionato perso 1-0 contro il Legia Varsavia.
Nel luglio del 2018 viene acquistato dal Genk.
Il 6 gennaio 2020 viene ceduto in prestito al Waasland-Beveren.
Il 28 luglio 2020 viene ceduto a titolo definitivo al Fortuna Düsseldorf.
Il 28 luglio 2022 viene acquistato dal Ludogorec.
Il 2 agosto 2025 viene acquistato dall'Udinese. Fa il suo esordio con i friulani il 18 dello stesso mese nella partita di Coppa Italia contro la Carrarese, vinta per 2-0, entrando nel secondo tempo al posto di Sandi Lovrić.

### Nazionale
Ha giocato nelle nazionali giovanili polacche Under-19 ed Under-21.
Il 12 ottobre 2023 esordisce in nazionale maggiore nel successo per 0-2 in casa delle Fær Øer. Il 17 novembre seguente realizza il suo primo gol per la massima selezione polacca nel pareggio per 1-1 contro la Rep. Ceca.
Il 7 giugno 2024 viene convocato per Euro 2024.

## Statistiche

### Cronologia presenze e reti in nazionale
| Cronologia completa delle presenze e delle reti in nazionale ― Polonia | Cronologia completa delle presenze e delle reti in nazionale ― Polonia | Cronologia completa delle presenze e delle reti in nazionale ― Polonia | Cronologia completa delle presenze e delle reti in nazionale ― Polonia | Cronologia completa delle presenze e delle reti in nazionale ― Polonia | Cronologia completa delle presenze e delle reti in nazionale ― Polonia | Cronologia completa delle presenze e delle reti in nazionale ― Polonia | Cronologia completa delle presenze e delle reti in nazionale ― Polonia |
| Data                                                                   | Città                                                                  | In casa                                                                | Risultato                                                              | Ospiti                                                                 | Competizione                                                           | Reti                                                                   | Note                                                                   |
| ---------------------------------------------------------------------- | ---------------------------------------------------------------------- | ---------------------------------------------------------------------- | ---------------------------------------------------------------------- | ---------------------------------------------------------------------- | ---------------------------------------------------------------------- | ---------------------------------------------------------------------- | ---------------------------------------------------------------------- |
| 12-10-2023                                                             | Tórshavn                                                               | Fær Øer                                                                | 0 – 2                                                                  | Polonia                                                                | Qual. Euro 2024                                                        | -                                                                      | 82’ 90’                                                                |
| 17-11-2023                                                             | Varsavia                                                               | Polonia                                                                | 1 – 1                                                                  | Rep. Ceca                                                              | Qual. Euro 2024                                                        | 1                                                                      |                                                                        |
| 21-11-2023                                                             | Varsavia                                                               | Polonia                                                                | 2 – 0                                                                  | Lettonia                                                               | Amichevole                                                             | -                                                                      | 61’                                                                    |
| 21-3-2024                                                              | Varsavia                                                               | Polonia                                                                | 5 – 1                                                                  | Estonia                                                                | Qual. Euro 2024                                                        | 1                                                                      | 73’                                                                    |
| 26-3-2024                                                              | Cardiff                                                                | Galles                                                                 | 0 – 0 dts (4 – 5 dtr)                                                  | Polonia                                                                | Qual. Euro 2024                                                        | -                                                                      | 50’ 105’                                                               |
| 10-6-2024                                                              | Varsavia                                                               | Polonia                                                                | 2 – 1                                                                  | Turchia                                                                | Amichevole                                                             | -                                                                      | 46’                                                                    |
| 16-6-2024                                                              | Amburgo                                                                | Polonia                                                                | 1 – 2                                                                  | Paesi Bassi                                                            | Euro 2024 - 1º turno                                                   | -                                                                      | 78’                                                                    |
| 21-6-2024                                                              | Berlino                                                                | Polonia                                                                | 1 – 3                                                                  | Austria                                                                | Euro 2024 - 1º turno                                                   | -                                                                      | 46’                                                                    |
| 5-9-2024                                                               | Glasgow                                                                | Scozia                                                                 | 2 – 3                                                                  | Polonia                                                                | UEFA Nations League 2024-2025 - 1º turno                               | -                                                                      | 72’                                                                    |
| 8-9-2024                                                               | Osijek                                                                 | Croazia                                                                | 1 – 0                                                                  | Polonia                                                                | UEFA Nations League 2024-2025 - 1º turno                               | -                                                                      | 86’                                                                    |
| 21-3-2025                                                              | Varsavia                                                               | Polonia                                                                | 1 – 0                                                                  | Lituania                                                               | Qual. Mondiali 2026                                                    | -                                                                      | 77’                                                                    |
| 10-6-2025                                                              | Helsinki                                                               | Finlandia                                                              | 2 – 1                                                                  | Polonia                                                                | Qual. Mondiali 2026                                                    | -                                                                      | 87’                                                                    |
| Totale                                                                 |                                                                        | Presenze                                                               | 12                                                                     |                                                                        | Reti                                                                   | 2                                                                      |                                                                        |

## Palmarès
- Campionato belga: 1

Genk: 2018-2019
- Supercoppa del Belgio: 1

Genk: 2019
- Campionato bulgaro: 3

Ludogorec: 2022-2023, 2023-2024, 2024-2025
- Coppa di Bulgaria: 2

Ludogorec: 2022-2023, 2024-2025
- Supercoppa di Bulgaria: 3

Ludogorec: 2022, 2023, 2024